# 瓦尔布雷文纳
瓦尔布雷文纳（義大利語：Valbrevenna），是意大利热那亚省的一个市镇。总面积35.2平方公里，人口807人，人口密度22.9人/平方公里（2009年）。ISTAT代码为010065。